# Kamienie runiczne Sigtryga
Kamienie runiczne Sigtryga (oznaczone symbolami DR 2 i DR 4 w ogólnonordyckiej bazie danych napisów runicznych) – kamienie runiczne, które łącznie z kamieniami DR 1 i DR 3 tworzą zespół kamieni runicznych z Hedeby. Zostały odkryte w kraju związkowym Szlezwik-Holsztyn, w Niemczech, który w czasie epoki wikingów był częścią Danii. Napisy na kamieniach zostały wyryte po śmierci duńskiego króla Sigtryga Gnupassona, z inicjatywy jego matki Ásfriðr. Uwzględniając relację Adama Bremeńskiego, oba napisy są dowodem na panowanie domu Olafa w Danii.
Kamienne inskrypcje były wyryte po roku 934, gdyż, jak relacjonuje historyk Widukind z Korbei, król Gnupa, który jest wymieniony na obu kamieniach, został zmuszony płacić trybut wschodniofrankijskiemu królowi Henrykowi Ptasznikowi w tym roku.

## Kamień runiczny DR 2
Kamień runiczny DR 2 został znaleziony w 1797 roku. Początkowo, z powodu doboru słów i run, uważano, że napis jest dowodem na szwedzkie wpływy w dziesięciowiecznej Danii. W rzeczywistości najprawdopodobniej podobieństwo do run rytych w zachodnim dialekcie języka staronordyckiego wynika z powodu zaginięcia innych kamieni i ewentualnych błędów w pisowni niektórych słów w inskrypcjach.

### Inskrypcja

#### Transliteracja run na litery łacińskie
A: osfriþr : karþi : kum bl ' þaun oft : siktriku :
B: sun (:) (s)in : oui: knubu

#### Transkrypcja na staronordyjski
A: Asfriþr gærþi kumbl þøn æft Sigtryg,
B: sun sit ok Gnupu.

#### Tłumaczenie na język polski
A: Ásfriðr wzniosła ten pomnik ku pamięci Sigtryga
B: jej syna oraz Gnupy

## Kamień runiczny DR 4

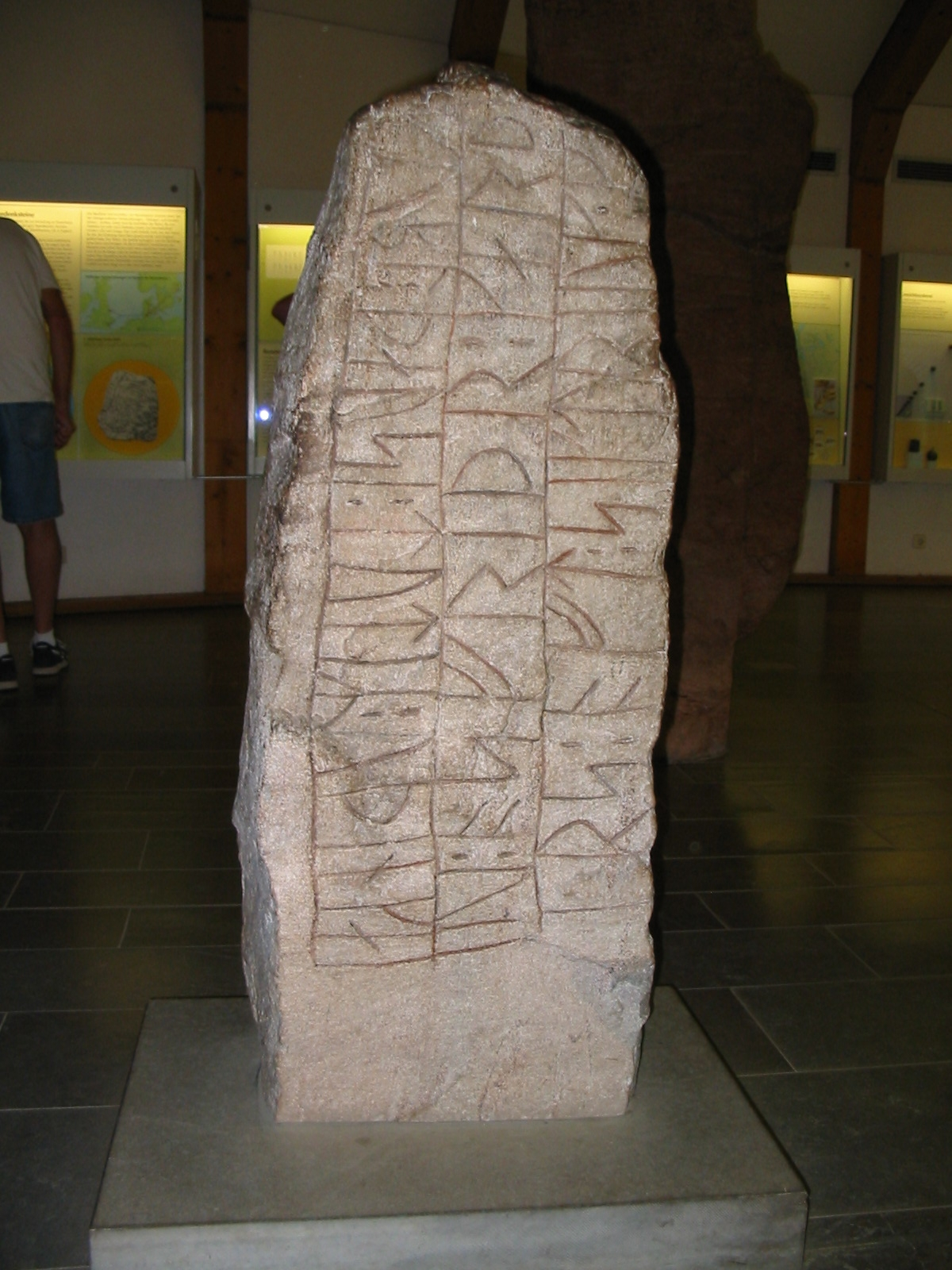
Kamień runiczny DR 4.

Kamień runiczny DR 4 został odkryty w 1887 roku na wale w zamku Gottorp. Dawniej kamienie runiczne często używano jako materiał budowlany dla dróg, murów i budynków.

### Inskrypcja

#### Transliteracja run na litery łacińskie
A: osfriþr ÷ karþi kubl ÷ þausi ÷ tutiʀ ÷ uþinkaurs ÷ oft ÷ siktriuk ÷ kunuk ÷
B: ÷ sun ÷ sin ÷ ÷ auk ÷ knubu ÷
C: kurmʀ (÷) raist (÷) run(a)(ʀ) (÷)

#### Transkrypcja na staronordyjski
A: Asfriþr gærþi kumbl þøsi, dottiR Oþinkors, æft Sigtryg kunung,
B: sun sin ok Gnupu.
C: Gormʀ rest runaʀ.

#### Tłumaczenie na język polski
A: Ásfriðr, córka Odinkara wzniosła ten pomnik, ku pamięci króla Sigtryga,
B: jej syna oraz Gnupy.
C: Gormʀ wyrył te runy.